# Chassé (Tanzschritt)
Ein Chassé (auch Wechselschritt) bezeichnet beim Tanzen eine Kombination aus folgenden drei Schritten:
1. Schritt zur Seite
2. Spielbein schließt zum Standbein
3. Schritt zur Seite

Kurz: „seit–schluss–seit“
Diese drei Schritte können in alle Richtungen ausgeführt werden. Sie sind Bestandteil vieler Figuren und Variationen.
Dabei ist die zeitliche Länge der einzelnen Schritte vom jeweiligen Tanz und von der jeweiligen Figur oder Variation abhängig: Im Cha-Cha-Cha wird das Chassé des Grundschritts in normalem Timing mit 1/2, 1/2 und 1/1 eines Taktschlags auf 4 und 1 getanzt. Im Jive ist der erste Schritt des Chassés dagegen länger, der zweite kürzer. Hier wird 3/4, 1/4 und 1/1 eines Taktschlags verwendet. Ein Chassé, das nicht zur Seite getanzt wird, kann durch einen Kreuzschritt (Lockstep) ersetzt werden.